# U Orionis
Désignations
U Orionis (abrégé en U Ori) est une étoile variable de type Mira de la constellation d'Orion. C'est une étoile variable à longue période classique qui a été bien observée depuis le Royaume-Uni sur plus de 120 ans.

## Découverte

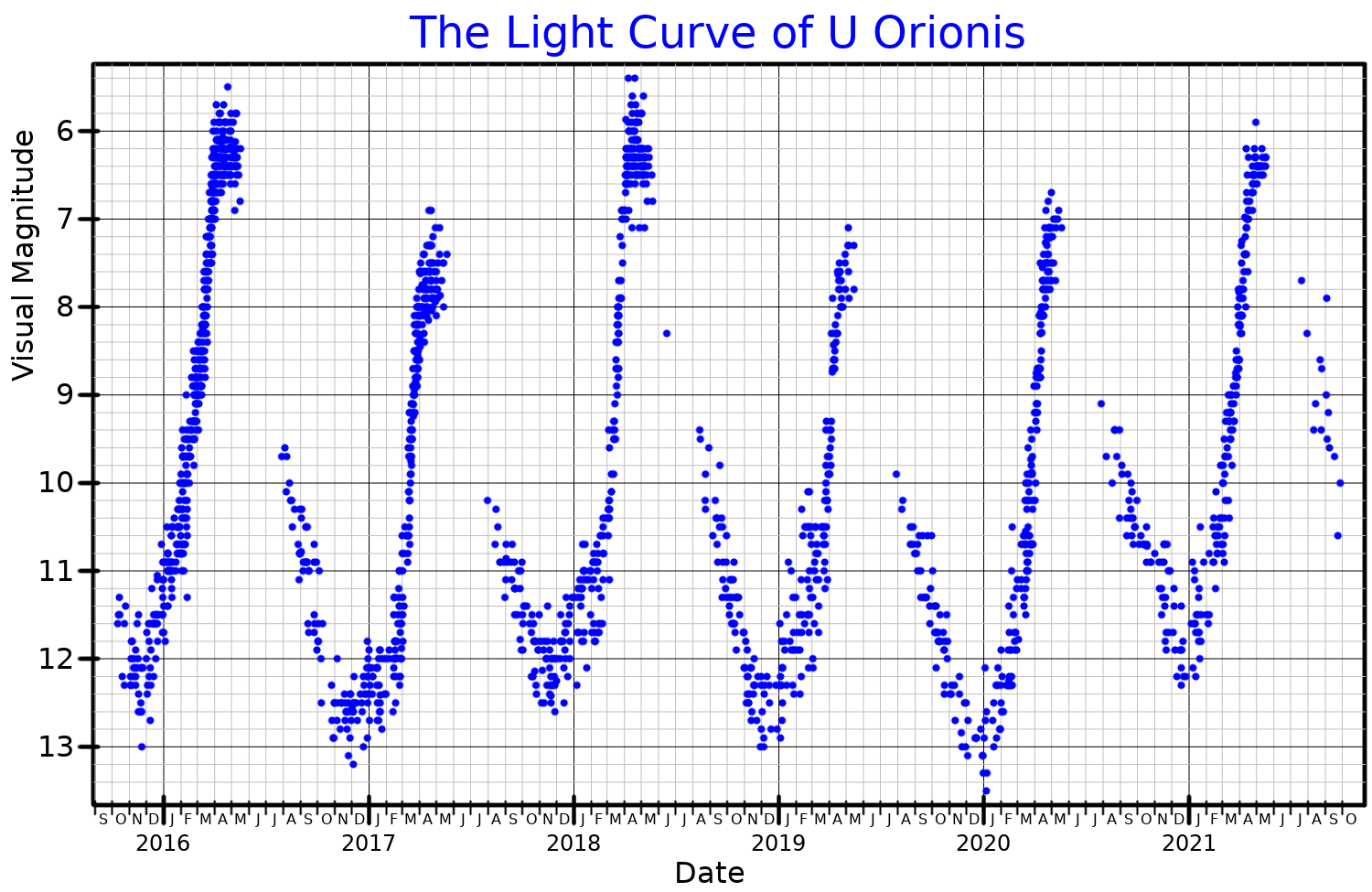
Courbe de lumière en bande visible de U Orionis de 2016 à 2021, obtenue à partir des données de l'AAVSO.

U Orionis fut découverte le 13 décembre 1885 par J. E. Gore et initialement on pensa qu'il s'agissait d'une nova dans les premiers stades de décroissance (Gore's Nova et Nova Ori 1885 sont encore cités dans SIMBAD), mais un spectre pris à Harvard montra des caractéristiques similaires à celles de Mira. De ce fait, l'étoile devint la première variable à longue période à être identifiée par une photographie de son spectre.

## Position
U Orionis se situe à moins d'un demi-degré à l'est de l'étoile variable de faible amplitude χ1 Orionis et à moins d'une minute d'arc de la variable à éclipses beaucoup plus faible UW Orionis. χ1 Orionis est légèrement plus brillante que U Orionis à son maximum de luminosité, tandis que UW Orionis est plus d'un millier de fois plus faible, similaire à U Orionis à son minimum.

## Caractéristiques
L'étoile a une température effective basse (environ 2 700 K) mais un grand rayon enflé de 370 R☉ et une forte luminosité, 7 000 fois plus forte que celle du Soleil. Si le Soleil était remplacé par U Orionis, son rayon s'étendrait au-delà de la zone orbitale de Mars (environ 1,7 ua), et, pour être habitable avec de l'eau à l'état liquide et une température confortable, une planète devrait se trouver à environ 85 ua, à l'intérieur de la zone orbitale de la ceinture de Kuiper[réf. nécessaire].

## Possible système planétaire
U Orionis est connue pour être un maser à H2O. Selon Rudnitskij (2002), ces pics d'émission montrent une possible « super-périodicité » de 12 à 15 ans. L'auteur suppose qu'une telle périodicité pourrait coïncider avec la période de révolution d'un compagnon invisible, probablement planétaire. Pour l'instant, aucun indice clair d'un objet planétaire n'a été détecté.